# Gale Bruno van Albada
Gale Bruno van Albada (* 28. März 1912 in Amsterdam; † 18. Dezember 1972) war ein niederländischer Astronom. 

## Leben
Albada erwarb seinen Doktortitel 1945 bei Anton Pannekoek an der Universität von Amsterdam. Er teilte Pannekoeks kommunistische Ansichten und sein Bruder Piet van Albada war in den 30er Jahren ein Genosse von Marinus van der Lubbe.
Van Albada war von Mai 1949 bis Juli 1958 Direktor des Bosscha-Observatoriums auf Java. Dort heiratete er am 1. August 1950 die Harvardabsolventin und Astronomin Elsa van Dien, die seit 1949 ebenfalls in Bosscha arbeitete.
Auf Grund der politischen Situation musste die Familie im Juli 1958 die Insel verlassen und kehrte in die Niederlande zurück. Van Albada wurde 1960 der Nachfolger seines Mentors Pannekoek als Leiter der astronomischen Fakultät an der Universität von Amsterdam.
Er war korrespondierendes Mitglied der Königlich Niederländischen Akademie der Wissenschaften (KNAW). Der Krater Van Albada auf dem Erdmond und der am 28. September 1935 entdeckte Asteroid (2019) Van Albada sind nach ihm benannt.